# TV Antena 10
TV Antena 10 é uma emissora de televisão brasileira com sede em Teresina, capital do estado do Piauí. Opera no canal 10 (34 UHF digital) e é afiliada a Record. A emissora pertence a José Elias Tajra, presidente do Grupo JET, e irmão do advogado, jornalista e empresário Jesus Elias Tajra (que por sua vez é dono da TV Cidade Verde).

## História

### Rede Manchete (1988–1997)
A TV Antena 10 foi inaugurada em 19 de dezembro de 1988, como afiliada à Rede Manchete, tornando-se a terceira emissora de televisão piauiense a entrar no ar. A emissora se beneficiou com o sucesso das novelas e séries nacionais da emissora (como a de Pantanal em 1990) e as séries e desenhos japoneses e estrangeiras (a partir de 1988), que levaram em alguns momentos, sua liderança na região. Nos anos seguintes, a emissora solicitou ao MiniCom concessões para instalação de repetidoras nas principais cidades do interior do Piauí, fazendo enlaces de micro-ondas para áreas distantes da capital.
Em meados de 1997, segundo publicações de jornais teresinenses da época, depois de pouco mais de oito anos como afiliada à Manchete, a TV Antena 10 estaria pretendendo trocar de rede. Os motivos foram as crises administrativa (já teve no período 1992/93 que a emissora carioca enfrentou) e a queda de audiência em frente às outras redes (como SBT, Record e Bandeirantes) após se erguer da crise entre 1995-97 (o que levaria nova crise em 1998 e sua extinção em 1999), o que tem prejudicado a afiliada.

### Record (1997–presente)
Em 12 de novembro de 1997 [carece de fontes?], a TV Antena 10 troca a Rede Manchete pela Rede Record . Depois que a afiliada trocou de rede, a Manchete nunca mais foi sintonizada em Teresina até sua extinção em 1999. Do fim da década de 1990 até meados do anos 2000, a emissora investiu na troca de equipamentos e na transmissão via satélite, chegando a cobrir quase 100% do Piauí.
Em 15 de setembro de 2008, a TV Antena 10 estreou o telejornal Piauí no Ar, apresentado por Luís Fortes, de segunda à sexta. Era a primeira vez que a emissora exibia um telejornal no horário da manhã em 20 anos. Em 2 de março de 2009, o telejornal foi substituído pelo Fala Piauí, com Cristiane Sekeff, que trouxe também o jornalista Jordan Feitosa para a produção, edição de texto e execução do programa. Em outubro, Pádua Araújo, apresentador por quase dois anos do programa Balanço Geral, foi demitido da emissora depois ter feito comentários pejorativos sobre o deputado Henrique Rebelo (PT), depois que tornou público uma declaração em que o deputado defendeu o polêmico consumo de carne de bode, na qual o político nega.
Em 26 de janeiro de 2010, o apresentador Mariano Marques saiu da emissora, depois ter tido divergências com a direção de jornalismo. "Saí, sim. Estou com a consciência tranquila e a certeza do dever cumprido (...). Gosto demais da família dona da emissora. São todos meus amigos. Não foi nada com eles (...).", disse ao Portal Meio Norte. Porém, no dia seguinte, a direção da emissora chamou o apresentador e pediu que ele não saísse da emissora, para que o programa que a tem continue ao ar, o que recuou da demissão.
Nas semanas seguintes, saíram da emissora Aline Noleto e Ítalo Mota. A apresentadora Daniele Maciel negou, pelo Twitter, que saiu da emissora e que estava de férias, voltando ao trabalho normalmente. Em 24 de maio, a equipe do programa Antena Esportiva sofre o desfalque de três apresentadores, com a saída de Oscar de Barros, Chesco Silva e Marcos Cordeiro, os dois primeiros para assumir novos empreendimentos pessoais e o último para assumir programa em outra emissora local.
Em 12 de junho, o repórter e apresentador Douglas Cordeiro deixa a TV Cidade Verde e retorna à TV Antena 10, onde vai comandar o programa Balanço Geral. Em 7 de julho, o diretor geral da emissora, Pedro Alcântara, que está na bancada do Conversa Franca, anunciou que a emissora contratou dois jornalistas e preferiu não divulgar os nomes dos contratados, mas garante que todos irão voltar mais ainda os olhares para a emissora: “São duas grandes feras da comunicação. Vai causar impacto. Um comandará um programa de entrevistas que vai ao ar no sábado e o outro fica à frente de um talk show, no domingo”.
Em 11 de julho, a emissora contrata Sidney Santos para apresentação do programa Esporte 10. Em 15 de julho, a emissora sofre mais um grande desfalque em sua equipe de apresentadores: a jornalista Cristiane Sekeff, que apresentava o programa Fala Piauí, pede demissão para se dedicar apenas à Secretaria de Comunicação da Prefeitura de Timon. Com isso, o comando do programa passa para o apresentador Thiago Melo. Em 2011, Sekeff consegue na Justiça uma indenização da emissora no valor de 60 mil reais, alegando danos morais.
Em 2013, o quadro do Balanço Geral Bancada Piauí vira um programa solo, ampliando o espaço reservado na TV Antena 10 ao noticiário político e de opinião. No dia 3 de agosto de 2015, o jornalista Tony Trindade assume a bancada do jornalístico, posto que ocupa até sua saída da emissora em 2019.
No dia 20 de março de 2015, Beto Rêgo, um dos apresentadores de maior popularidade da TV piauiense, migra da TV Meio Norte para a TV Antena 10. 10 dias depois, em 23 de março, ele estreia no comando do Balanço Geral PI ao meio-dia, sendo concorrente direto por 45 minutos do seu antigo programa, o Ronda.
Em 21 de janeiro de 2017, o apresentador Mariano Marques é esfaqueado na Praça do Liceu durante a prévia carnavalesca "Banda Bandida". Assim, o apresentador só retornou ao comando do Sábado Maior em 29 de abril de 2017, estreando novo cenário e nova identidade visual. Em 31 de março de 2017, é anunciada a saída de Ítalo Motta do comando do programa Slim e da TV Antena 10.
Em maio de 2019, estreia na Antena 10 mais um programa voltado ao jornalismo político, o Primeira Mão. A atração, apresentada por Samantha Cavalca, sai do ar no início de 2020 em meio a críticas de telespectadores.
Em janeiro de 2020, o jornalista João Neto é contratado pela TV Antena 10, e assume tanto a direção de jornalismo como a apresentação do Bancada Piauí até setembro de 2021, quando sai da emissora rumo à Band Piauí. Em fevereiro de 2020, Luiz Fortes deixa a emissora para apresentar o MN 40 Graus na Rede Meio Norte. Em seu lugar, Marcos Kardoso assume o Balanço Geral Manhã.
Em 26 de fevereiro de 2024, a TV Antena 10 passou a transmitir o sinal dela por satélite.